# 上市場駅
上市場駅（かみいちばえき）は、静岡県浜松市天竜区佐久間町浦川にある、東海旅客鉄道（JR東海）飯田線の駅である。
隣の出馬駅との駅間距離は0.6 kmで、飯田線では最短である。

## 歴史
- 1935年（昭和10年）6月12日：三信鉄道の出馬 - 浦川間に三信上市場停留場（さんしんかみいちばていりゅうじょう）として開設[1]。
- 1943年（昭和18年）8月1日：三信鉄道線が飯田線の一部として国有化された際に一度廃止[1]。
- 1946年（昭和21年）12月1日：運輸省（後の日本国有鉄道）飯田線の上市場駅として再開設[1][2]。旅客駅[1]。
  - 当時は、東海道本線浜松 - 名古屋間の各駅、飯田線の各駅、中央本線の上諏訪 - 塩尻間の各駅、松本駅を発着する旅客のみ利用出来た[1]。
- 1952年（昭和27年）12月2日：旅客取扱制限撤廃[1]。
- 1987年（昭和62年）4月1日：国鉄分割民営化に伴い、JR東海の駅となる[1][3]。

## 駅構造
単式ホーム1面1線を有する地上駅。中部天竜駅管理の無人駅である。

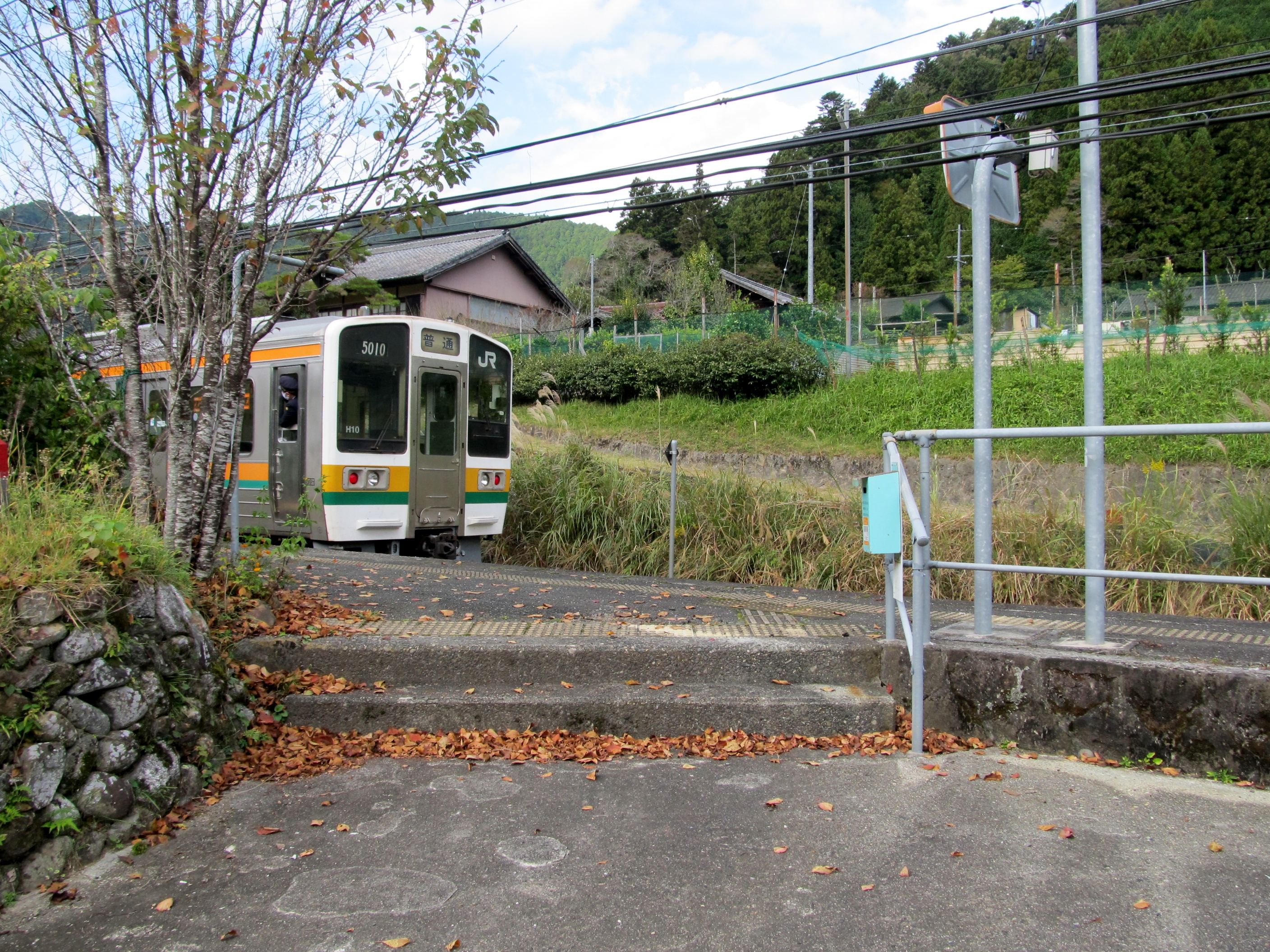
ホーム中央部の出入口（2022年10月）
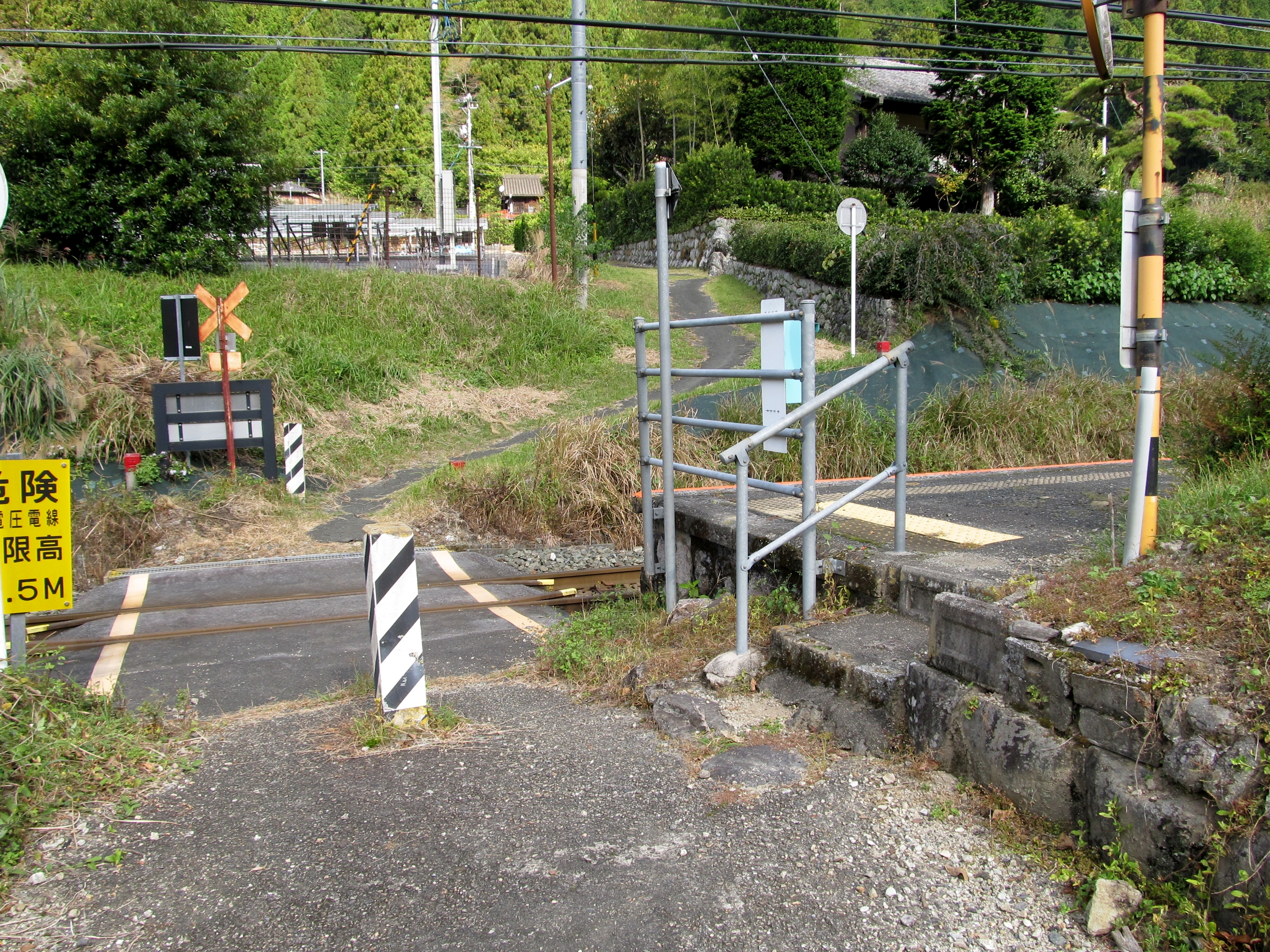
ホーム北側の出入口（2022年10月）

## 利用状況
2021年度（令和3年度）の1日平均乗車人員は9人である。
「静岡県統計年鑑」「浜松市統計書」によると、1993年度（平成5年度）以降の推移は以下のとおりである。なお、2001年度（平成13年度）- 2006年度（平成18年度）の統計は非公表である。
| 乗車人員推移       | 乗車人員推移     | 乗車人員推移 |
| 年度               | 1日平均 乗車人員 | 出典         |
| ------------------ | ---------------- | ------------ |
| 1993年（平成05年） | 20               | [ 4 ]        |
| 1994年（平成06年） | 22               | [ 4 ]        |
| 1995年（平成07年） | 21               | [ 4 ]        |
| 1996年（平成08年） | 16               | [ 4 ]        |
| 1997年（平成09年） | 12               | [ 4 ]        |
| 1998年（平成10年） | 12               | [ 4 ]        |
| 1999年（平成11年） | 13               | [ 4 ]        |
| 2000年（平成12年） | 13               | [ 4 ]        |
| 2001年（平成13年） | 非公表           | [ 4 ]        |
| 2002年（平成14年） | 非公表           | [ 4 ]        |
| 2003年（平成15年） | 非公表           | [ 4 ]        |
| 2004年（平成16年） | 非公表           | [ 4 ]        |
| 2005年（平成17年） | 非公表           | [ 4 ]        |
| 2006年（平成18年） | 非公表           | [ 4 ]        |
| 2007年（平成19年） | 13               | [ 5 ]        |
| 2008年（平成20年） | 13               | [ 6 ]        |
| 2009年（平成21年） | 13               | [ 7 ]        |
| 2010年（平成22年） | 11               | [ 4 ]        |
| 2011年（平成23年） | 11               | [ 4 ]        |
| 2012年（平成24年） | 12               | [ 4 ]        |
| 2013年（平成25年） | 10               | [ 4 ]        |
| 2014年（平成26年） | 10               | [ 4 ]        |
| 2015年（平成27年） | 13               | [ 4 ]        |
| 2016年（平成28年） | 10               | [ 4 ]        |
| 2017年（平成29年） | 7                | [ 4 ]        |
| 2018年（平成30年） | 7                | [ 4 ]        |
| 2019年（令和元年） | 8                | [ 4 ]        |
| 2020年（令和02年） | 7                | [ 4 ]        |
| 2021年（令和03年） | 9                | [ 4 ]        |

## 駅周辺
- 相川
- 浜松市佐久間瞑想館・弓道場

駅周辺は「さくま自然休養村」として一時期、観光開発が行われたが、2015年に浜松市によって、休養村（宿泊施設 清流荘など）の廃止が発表された。

## 隣の駅
東海旅客鉄道（JR東海）
CD 飯田線
■快速
通過
■普通
東栄駅 - 出馬駅（※） - 上市場駅 - 浦川駅
（※）一部列車は出馬駅を通過。